# Mîtnîțea, Brodî
Mîtnîțea (în ucraineană Митниця) este un sat în comuna Komarivka din raionul Brodî, regiunea Liov, Ucraina.

## Demografie
Componența lingvistică a localității Mîtnîțea
     Ucraineană (100%)
Conform recensământului din 2001, toată populația localității Mîtnîțea era vorbitoare de ucraineană (100%).